# Аделфі (острів)
Аде́лфі (грец. Αδελφοί) — острів у західній частині Егейського моря, належить до островів Аделфі архіпелагу Північні Споради. Територіально належить до муніципалітету Алонісос ному Магнісія периферії Фессалія.